# Chaussée Royale

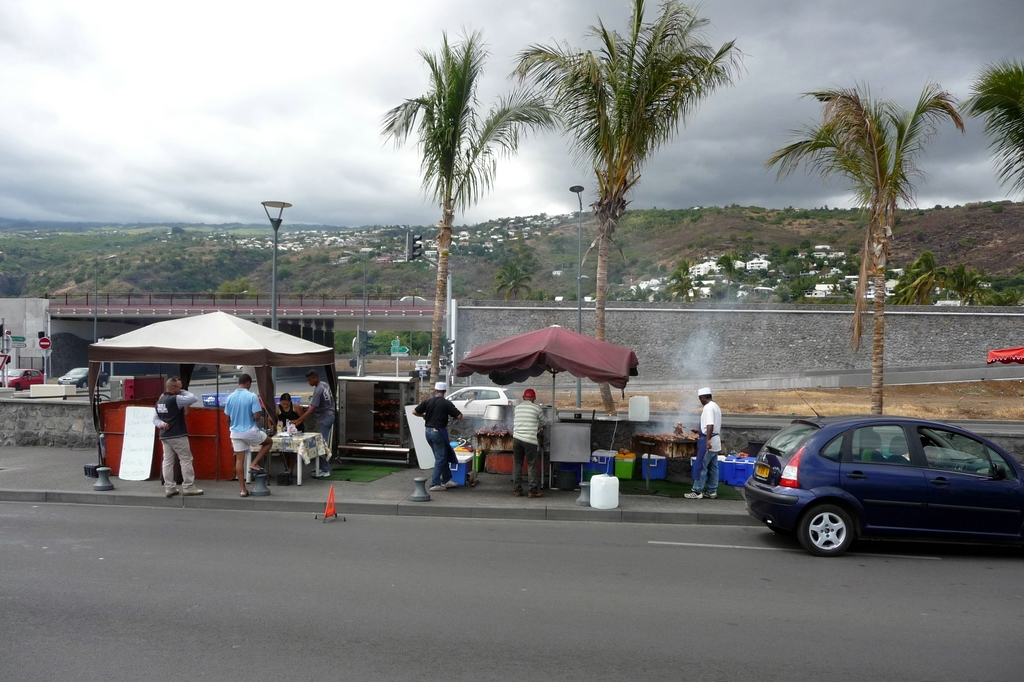
Le long de la Chaussée Royale.

La chaussée Royale (route nationale 1 A) est une route de l'île de La Réunion, département d'outre-mer français dans le sud-ouest de l'océan Indien.

## Situation
Elle délimite la partie arrière du centre-ville de Saint-Paul, commune du nord-ouest du territoire. Ce faisant, elle le sépare de l'étang de Saint-Paul, un plan d'eau qu'elle longe en permettant une liaison entre La Possession au nord et Saint-Gilles plus au sud.

## Circulation
La partie sud de la Chaussée royale, entre le carrefour Poivre et l’ancien Établissement public de santé mentale de La Réunion, est en sens unique nord-sud, depuis le 10 septembre 2009,.

## Histoire et patrimoine

### Ouverture de la voie
Créée en 1769 par le commandant Bellecombe et l'ordonnateur Crémont, elle fut la première des voies urbaines structurant le bourg de Saint-Paul. La rue partait de l'Etang de Saint-Paul au Nord pour rejoindre la place de l’Église au Sud. L'arrêté fixait ses dimensions et tout au long de son tracé linéaire, les propriétaires riverains étaient sommés de planter des tamariniers à "20 pieds de distance les uns des autres". De grandes maisons bourgeoises s'y élevèrent, dont ne subsiste aujourd'hui que la Maison Grande cour, au no 233, construite en 1780 par la famille Desbassayns et utilisée en villégiature d'hiver.
La rue était bordée d'un canal dont les objectifs était de drainer une partie de l'Etang, d'en dériver odeurs et maladies, tout en permettant le transport de marchandises par radeaux faits de mâts de chokas, les "zingades",. Malgré l'existence du canal, la rue fut régulièrement sujette aux inondations. Dès 1837, on suggère de relever le niveau de la rue ; de plus les épidémies de choléra (1859) et de paludisme (1870) furent favorisées par la proximité de l'Etang. La population aisée préféra alors s'installer dans les Hauts ou à Saint-Denis. La fonction résidentielle de la rue laissa la place peu à peu à une activité principalement de commerce, qu'elle garde encore aujourd'hui (activités autour des transports, gare routière, commerces de bouche, banque), du fait de sa position d'interface avec les Hauts.

### Changements de noms
En fonction des événements politiques nationaux, la Chaussée Royale changea de noms plusieurs fois : Chaussée impériale ou Chaussée Bonaparte entre 1803 et 1810, Chaussée de l'Etang à partir de 1815, puis Chaussée nationale après 1871, pour redevenir Chaussée Royale en 1977 par arrêté municipal. En effet, la route nationale n°1 était déviée vers la route-digue, parallèle, passant plus à l'Est et construite en 1970.

### Réaménagement
Dans les années 2000, la rue a fait l'objet de réaménagements et bon nombre des tamariniers bicentenaires ont été abattus dans la partie Sud. Erigée au XIXe siècle, la maison Serveaux avec sa tourelle et son flamboyant remarquable valorise l'accès au centre-ville depuis la route des rampes de Plateau Caillou. Elle accueille aujourd'hui le service culturel de la mairie.

### Opération militante
Dans la nuit du samedi 22 Août 2015, à la veille de la commémoration de la Journée internationale du souvenir de la traite négrière et de son abolition, le militant Christophe Barret, qui se fait appeler « Kaf Yab le Maronèr », accompagné d'une dizaines de personnes, procède au dévissage des plaques de cinq voies de la ville : la Chaussée Royale et les rues Labourdonnais, Colbert, Jacob de la Haye et Compagnie des Indes. Il propose de les remplacer par des figures de l'esclavage : « pour l’ancienne rue de la Compagnie des Indes je propose les sœurs Caze. Deux Malgaches arrivées avec d’autres à Saint-Paul en 1663 avec Louis Payen ». De son côté, la mairie a qualifié cette action « d'irresponsable et absurde ». En revanche, Ghislaine Bessière, présidente de l'association Rasine Kaf, soutient Christophe Barret dans son combat, même si elle plaide pour une autre approche : « On ne doit pas effacer l’histoire mais expliquer que des personnages comme Mahé de Labourdonnais, Colbert, et bien d’autres ont eu une part active dans l’organisation de l’esclavage. Ceci doit être dit et écrit. On ne peut pas les présenter sous leur seul aspect positif ». Elle espère aussi que la ville puisse trouver « un équilibre dans la dénomination des rues et des édifices publics ».